# Treći pohod
Treći pohod  je hrvatski dokumentarni film iz 2008. godine autorice Višnje Starešine, poznate novinarke i kolumnistice koja se u Večernjem listu posebno bavila međunarodnom politikom prema državama koje su nastale raspadom SFRJ i radom Međunarodnog kaznenog suda za bivšu Jugoslaviju u Haagu.
Scenaristica i redateljica je Višnja Starešina. Slaven Žimbrek je redatelj. Producent je Ivan Maloča. Direktor fotografije je Goran Trbuljak. Montažer je Josip Podvorac.
Snimljen je u produkciji Interfilma, a koproducenti su Žimbra Film, FTV-Sarajevo. Premijerno je prikazan u Zagrebu u svibnju 2008.
Tema je rat u središnjoj Bosni i vremenu kada pristižu mudžahedini koji su došli pod paravanom pomoći u ono vrijeme egzistencijalno ugroženih bosanskih Muslimana kao najvećih žrtava srpskih osvajanja u BiH. Film opisuje kakva je bila infiltracija Al Kaide i radikalnog islama u BiH pod ratnim paravanom (1992. – 1995.), njihova ideologija i ciljevi. 
Film razotkriva političke manipulacije o tim stradanjima Hrvata iz središnje Bosne, zatim zašto te zločine Britanci i haaški tribunal i dan-danas pokrivaju velom tajni, dokazuje politička suđenja Hrvatima u Hrvatskoj i Haagu te potvrđuje medijsku blokadu o istini o Domovinskom ratu, jer je ovaj film prešućen u hrvatskim medijima. Film je objasnio zašto su mudžahedini Bosnu zvali 'sestrom Andaluzije' i zašto ju je trebalo vjerski radikalizirati.
Mudžahedini su se nastanili u selima u brdima iznad Bugojna, Travnika, Zenice, okupljali sljedbenike te osnivali logore za vojno uvježbavanje. U isto vrijeme, na istom zemljopisnom području, a u sklopu UN-ove misije, stigao je britanski bataljun čija je misija formalno bila humanitarna.
Desetljeće poslije vidi se djelovanje Al-Qaide i inih islamističkih radikala, a tragovi djelovanja tih grupa na Zapadu vode sve do ratnih priča iz Bosne i mudžahedinskih vojnih vježbališta.
Film otkriva kako su istovremeno mudžahedini sudjelovali u vojnim operacijama Armije BiH, čineći zločine nad Hrvatima. U filmu su dokumentirane snimke zločina mudžahedina nad Hrvatima, kojima su svojstveni ubilački 'potpisi': odsijecanje glave, puštanje krvi, uništavanje lica, vađenje srca. Ti su zločini bili dugo pokriveni velom tajne. Haaški ih je tribunal do danas propustio rasvijetliti iako postoje svjedoci i dokumenti, a britanski se časnici "slabo sjećaju" ratnog djelovanja mudžahedina.
Film nije prešutio hrvatski zločin u Ahmićima. U filmu su prikazane snimke kad su mudžahedini ušli u crkvu i samostan Guču Goru gdje su divljali ispod fresaka Zlatka Kesera i Ive Dulčića. Film nije prešutio ni govor Alije Izetbegovića 7. muslimanskoj brigadi.
U filmu događaje prepričavaju lokalni stanovnici koji su svjedočili, a drugi dio stvari opisuju arhivski materijali te video materijali. U videomaterijalima Al-Qaide njihovi vjerski učitelji objašnjavaju ciljeve svoje borbe i o mudžahedinskom angažiranju u BiH govore slikom i riječju. Od materijala s haaškog sudišta koriste se materijali u kojima su svoj pogled na te događaje iznijeli časnik britanskog bataljuna u BiH te pokajnik iz redova Al-Qaide i niži zapovjednik mudžahedina u BiH.

## Vanjske poveznice
- Kako je tužiteljstvo krivotvorilo istinu? [neaktivna poveznica], HIC, tekst Višnje Starešine, 27. prosinca 2007.